# Stanisław Niedrwicki
Stanisław Niedrwicki herbu Ogończyk – poseł województwa sandomierskiego na sejm 1550 roku, sejm 1553 roku, sejm parczewski 1564 roku, sejm 1569 roku.
W 1578 roku wzmiankowany jako właściciel zamku w Międzygórzu w ziemi sandomierskiej.